# پاریدولیا

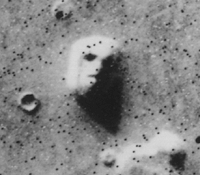
تصویر ماهواره‌ای از سطح مریخ. این عکس به نام «صورت مریخ» شناخته شد. تصاویر بعدی که از سطح مریخ گرفته شد این خرافه را رد کرد.

شبیه پنداری (به انگلیسی: Pareidolia) یک پدیدهٔ روان‌شناختی است که در آن، فرد علایم یا صداهایی را که ادراک می‌کند به صورت معنادار می‌شناسد. از مثال‌های معمولی که در این باره زده می‌شود می‌توان به این موارد اشاره کرد: دیدن چهره در ابرها، دیدن چهره در ماه، شنیدن پیام‌های ناشناخته وقتی نوار یا صدای ضبط‌شده به‌صورت برعکس پخش می‌شود.

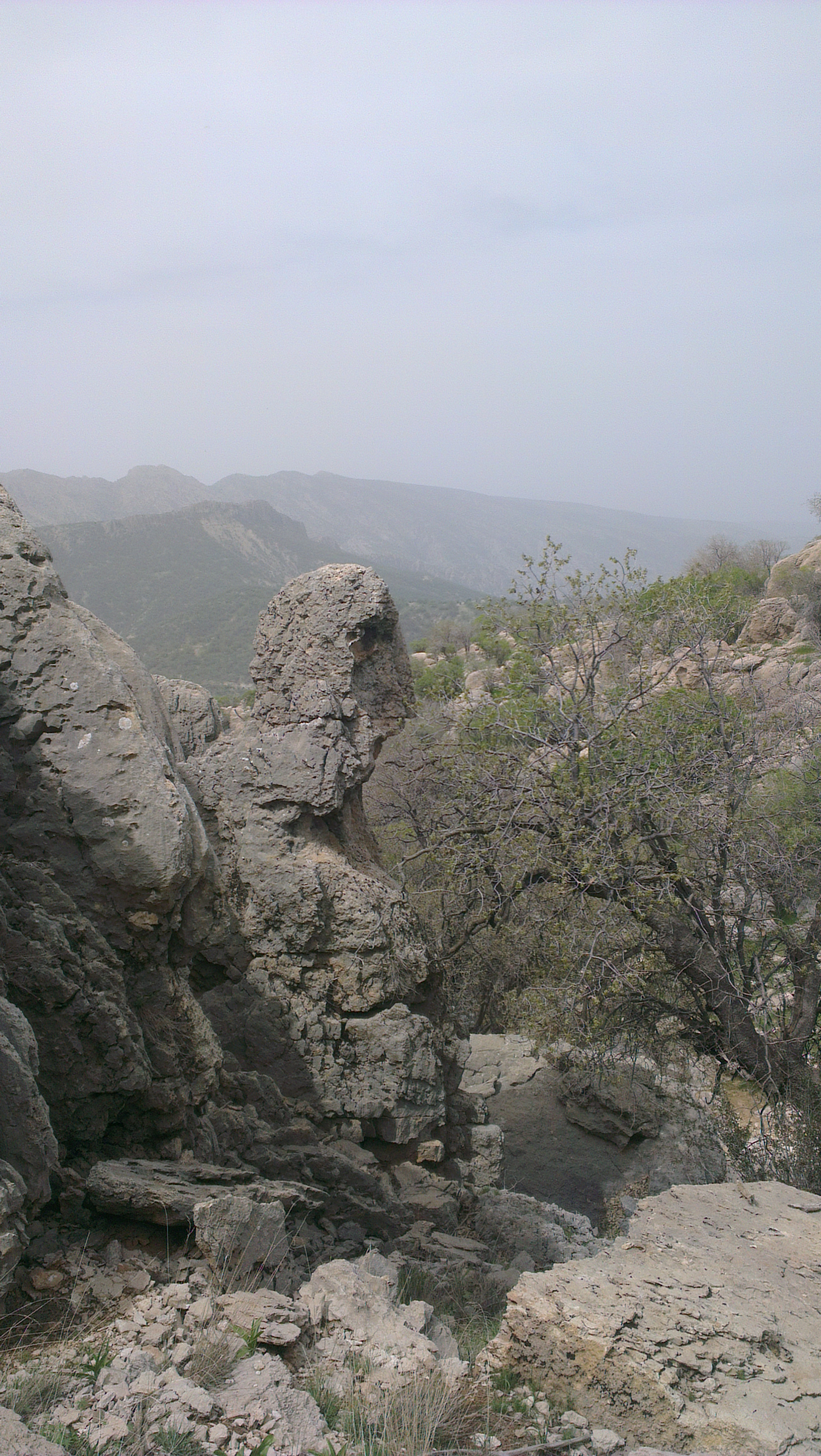
تصویر صورت یک انسان در کوه، کوه چاست خوار، شهرستان چرام

واژه پاریدولیا از دو واژهٔ یونانی تشکیل شده‌است: «پارا» که به معنی «کنار» یا «همراه» است، و «ایدولون» که به معنی تصویر است، و در کل، به معنی و مفهوم جانبیِ یک شکل اشاره دارد.

## مثال‌ها

### مذهبی
یکی از بارزترین جلوه‌های شبیه پنداری، دریافت و تصور نمادهای مذهبی از عکس‌ها، نحوه قرار گرفتن اشیاء در کنار هم یا بافت خاص یک جسم است. این نوع از شبیه پنداری، اختصاص به فرهنگ یا معتقدان مذهب خاصی ندارد و تقریباً در همه کشورها و در میان پیروان همه ادیان این نوع تلقی‌ها مشاهده شده‌است.

### فسیل‌ها
اما شبیه پنداری، فقط منحصر به انگاره‌های مذهبی یا شبه مذهبی نیست، در اواخر دهه هفتاد و اوایل دهه هشتاد، یک محقق ژاپنی به نام «چنسوکو اوکامارو» که فسیل‌ها را بررسی می‌کرد، ده‌ها قطعه فسیل شبیه انسان و حیوانات پیدا کرد که متعلق به ۴۲۵ میلیون سال پیش بودند، فسیل‌ها بسیار شبیه اجزای بدن انسان و سایر حیوانات بودند، تنها مشکل آنها این بود که آنها چیزی جز قطعات چند سانتیمتری یا چند میلیمتری نبودند و در واقع این قدرت تخیل این محقق بود که در تکه‌های سنگ و فسیل اجزای پیکر موجودات را می‌دید! جالب است که او به این خاطر برنده جایزه نوبل نادان‌ها در سال ۱۹۹۶ شد.

### تست‌های تصویری
یک تست روانشناسی به نام تست رورشاخ وجود دارد که در آن از لکه‌های جوهر روی کاغذ به آدم‌ها نشان داد می‌شود و از آنها خواسته می‌شود که بگویند که این لکه‌ها را شبیه چه چیزهایی می‌بینند و چه مفهومی می‌توانند از لکه‌ها در ذهن مجسم کنند.

### هنر

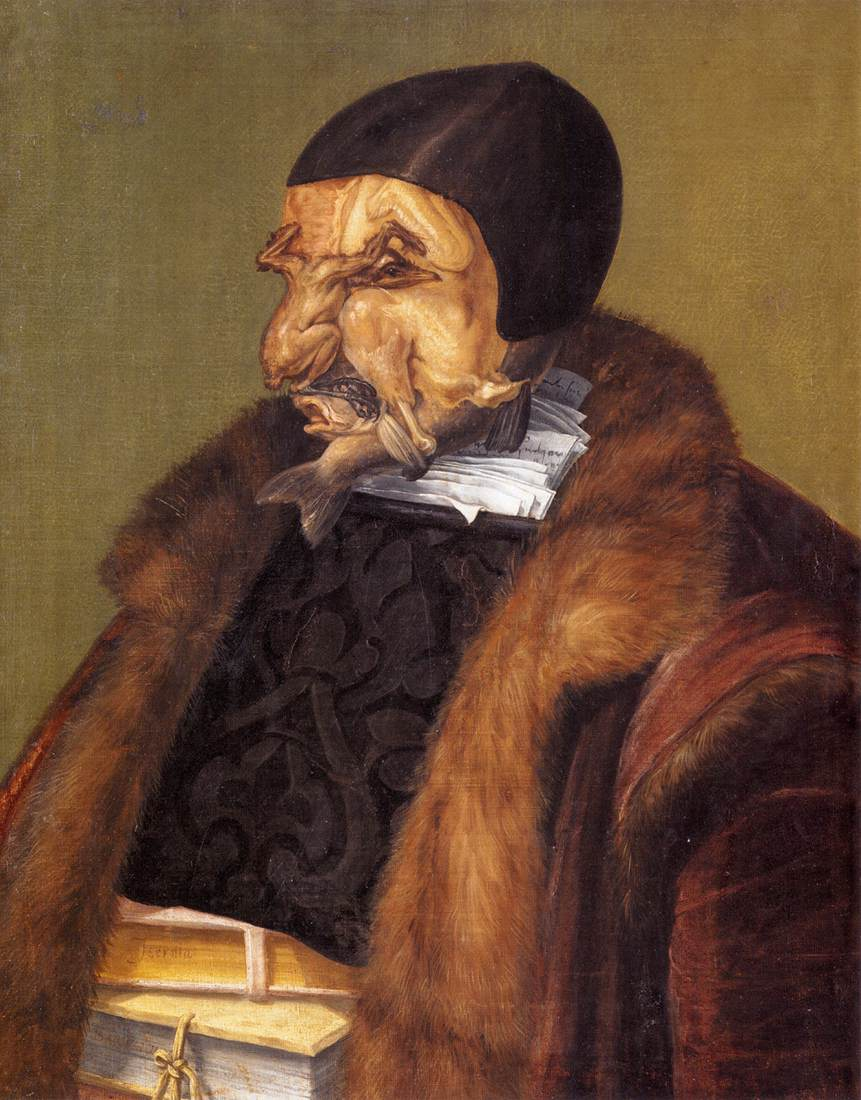
تصویری که با الهام از شبیه پنداری ساخته شده‌است

داوینچی در یادداشت‌های خود شبیه پنداری را به عنوان ابزار هنرمندان معرفی کرده‌است به عقیده او "اگر شما به دیواری که در آن لکه‌های مختلف وجود داشته باشد نگاه کنید می‌توانید کوه‌ها درختان و هرچیزی که قوه تخیلتان اجازه بدهد را بسازید.

## توضیحات

تصویری از سه دایره و یک خط که مغز انسان آن را به عنوان یک چهره تشخیص می‌دهد

کارل سیگن عقیده داشت که انسان‌ها در یک سازوکار برای بقای بیشتر، به نوعی طراحی شده‌اند که بتوانند از لحظه تولد، چهره انسان‌های دیگر را به راحتی تشخیص دهند. با کمک این مکانیسم، آنها با جزئیات بسیار کم می‌توانند، چهره‌ای را از دور تشخیص بدهند، این مکانیسم آنقدر کارا از آب درآمده که علاوه بر کاربرد اولیه خود حتی می‌تواند از طرح‌های نامفهوم هم چهره دربیاورد. کارل سیگن معتقد بود که شناسایی دوست از دشمن برای انسان‌های ماقبل تاریخ یا حتی انسان‌های مدرن مهم و حیاتی بوده‌است، طوری که ناتوانی در تمیز دوست از دشمن در کسری از ثانیه، منجر به نیست شدن یک انسان می‌شد، به همین خاطر چرخه تکامل در طی هزاران سال این حس را در مغز ما تقویت کرده‌است.
در سال ۲۰۰۹، دانشمندان تصمیم‌گرفتند با MEG که شیوه‌ای برای نقشه‌برداری از مغز با ثبت میدان‌های مغناطیسی تولیدشده توسط آن است، مغز انسان‌ها را هنگامی که در حال چهره‌سازی از طرح‌های نامفهوم است مورد بررسی قرار دهند. مشخص شد که در این حالت، مشابه هنگامی که ما به صورت عادی قیافه یک انسان را می‌بینیم، قسمتی از قشر مغز ما موسوم به قسمت قدامی دوکی شکل یا ventral fusiform cortex تحریک می‌شود، اما زمانی که ما اشیای تداعی‌کننده چهره را نمی‌بینیم این قسمت فعالیتی را از خود نشان نمی‌دهد. فاصله زمانی بین دیدن یک شبه‌چهره تا فعال شدن این قسمت تنها ۱۳۰ هزارم ثانیه است، که درست به اندازه فاصله زمانی مورد نیاز برای ادراک یک چهره واقعی است. این مطلب نشان نمی‌دهد که مکانیسم چهره‌سازی مغز ما یک مکانیسم اولیه است و نباید تصور کنیم که یک پدیده شناختی دیرهنگام، وابسته به پردازش کورتکس خودآگاه ما در این امر دخیل است. به عبارتی پیش از آنکه ذهن خودآگاه ما وارد میدان شود، ما به صورت فطری حتی با دیدن این تصویر ساده، یک چهره را در این طرح می‌بینیم و نه چیز دیگر.

## آسیب‌شناسی
بیماری‌هایی وجود دارند که می‌توانند سازوکار شناسایی چهره را مختل کنند. هرگاه شکنج دوکی‌شکل قُدّامی به‌علت سکته، تومور یا آسیب دچار مشکل شود، فرد دچار بیماری عدم توانایی در تشخیص چهره می‌شود. به این حالت اصطلاحاً چهره‌ناشناسی گفته می‌شود.
البته شبیه پنداری به صورت افراطی هم می‌تواند نشانه‌ای از اختلال روانی وسواسی – جبری باشد.

## نگارخانه

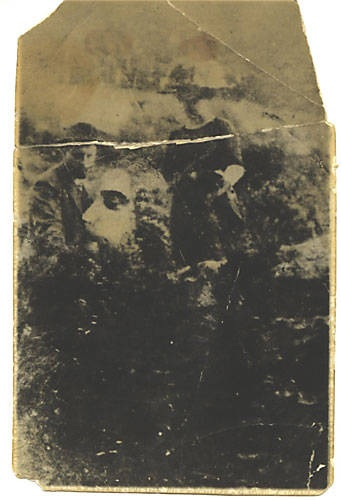
تصویر یک مرد ریشو با چشمان بسته که بسیار شبیه پرترهٔ عیسی مسیح است، در میان عکس دیده می‌شود
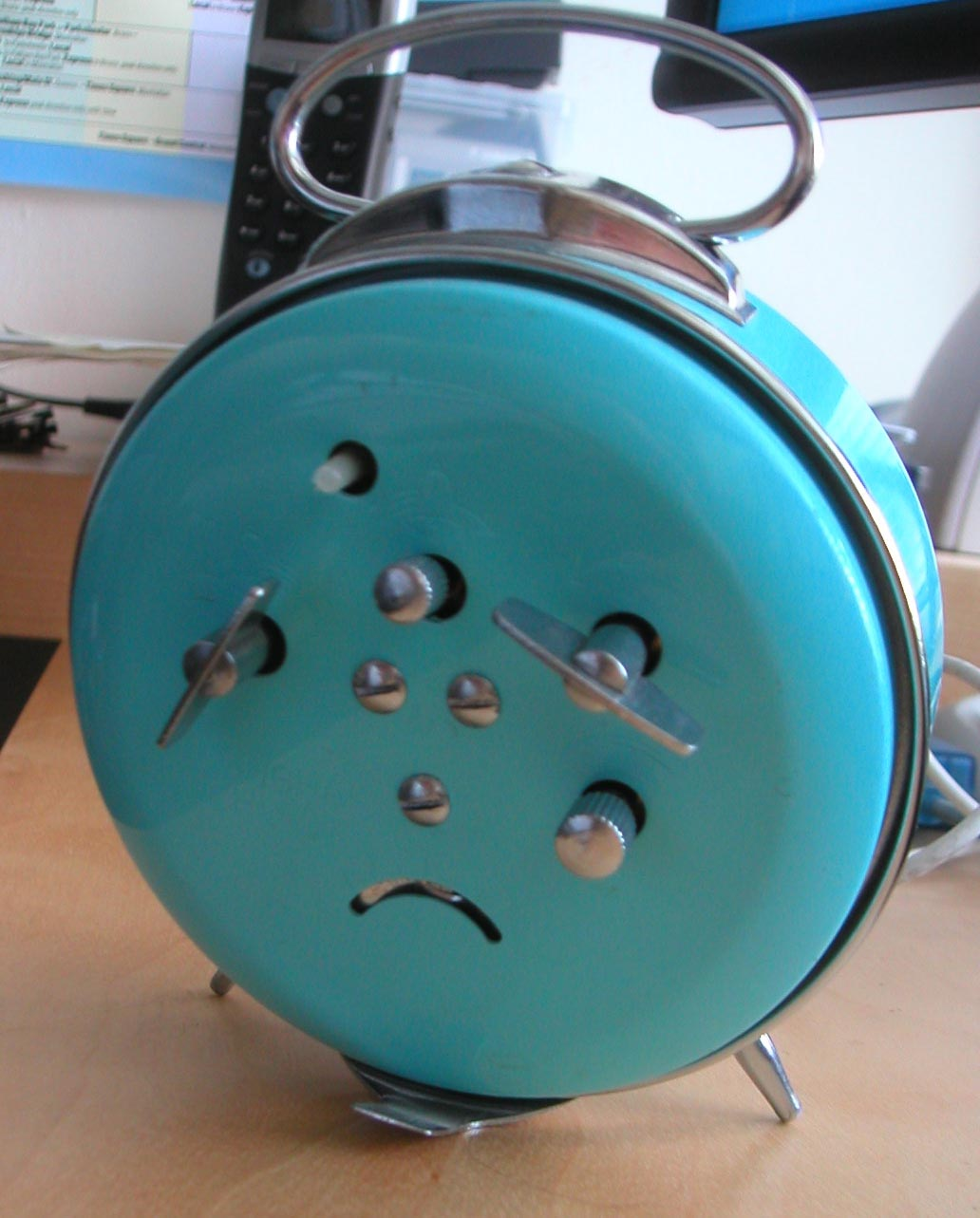
ساعتی که پشت آن صورت غمگین دارد
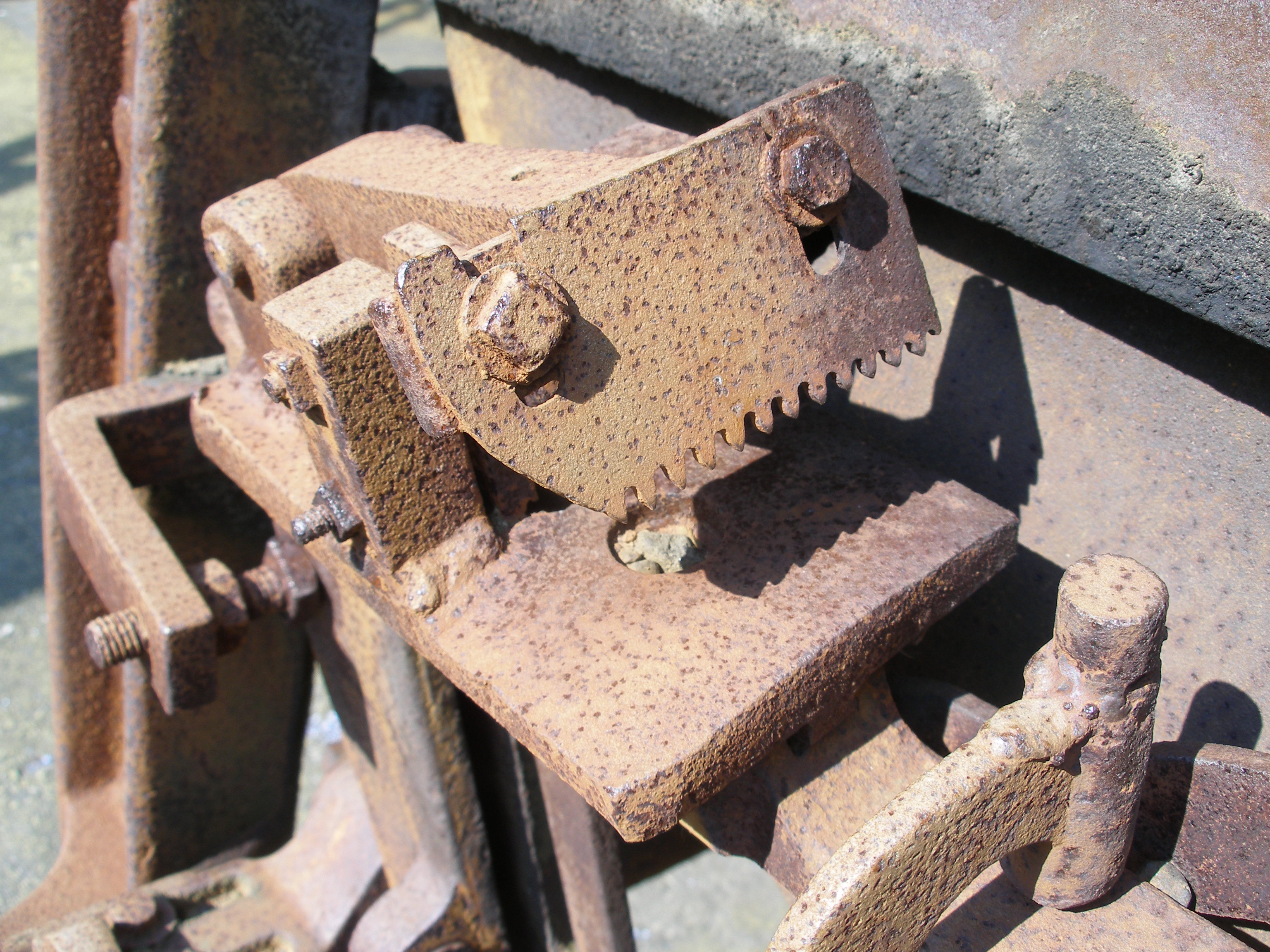
قسمتی از یک دستگاه که به شکل صورت یک جانور است
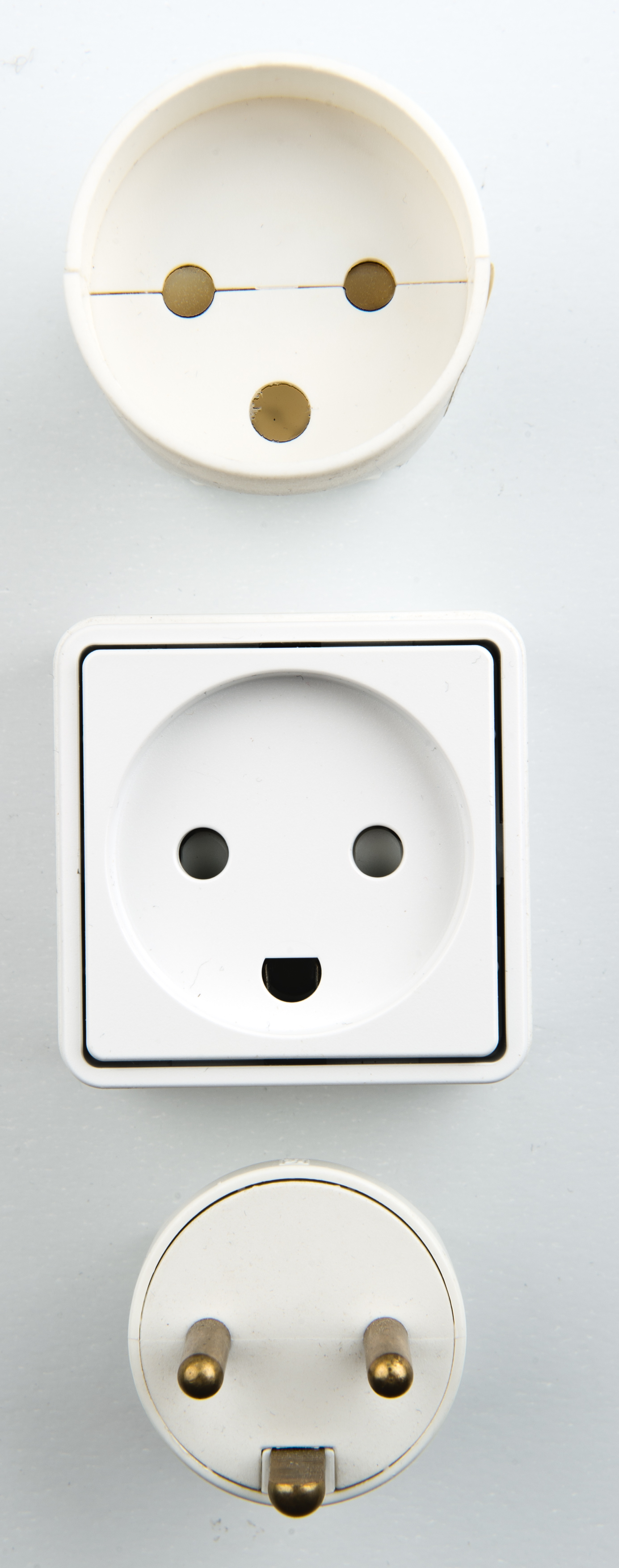
پریز وسط به صورت چهرهٔ شاد به نظر می‌رسد